# Campalto (isola)
Campalto (o Batteria Campalto) è un'isola (42.890 m²) della Laguna Veneta, che prende il nome dall'omonima località di terraferma.

## Storia
È una delle otto Batterie che difendevano la città e per questa ragione fu, sin dai tempi della Serenissima, sede di postazioni militari, poi potenziate durante le amministrazioni austriaca e italiana. Secondo i documenti di inizio Novecento, la batteria Campalto seguiva la forma poligonale e semicircolare degli altri fortini, sebbene fosse una delle più piccole: aveva una casermetta, polveriere e una scogliera artificiale che ne proteggeva il complesso.
Durante la seconda guerra mondiale fu ampliata per servire una postazione contraerea. Adibita negli anni sessanta a discarica pubblica, in particolare per i residui provenienti dai laboratori vetrari di Murano, aumentò per questo motivo la sua estensione. L'estensione attuale è dovuta ai lavori di conterminazione e rimodellazione completati nel 1998 dal Magistrato alle Acque di Venezia.
L'11 settembre 2005, su iniziativa delle associazioni di nautica naturale della gronda lagunare, in collaborazione con Magistrato alle Acque di Venezia, Comune e ACTV, vi è stato inaugurato sul versante Nord un pontile per l'attracco del vaporetto, attrezzato con pontile di ormeggio per piccole imbarcazioni a vela o a remi e con "mensole" per l'atterraggio di canoe e kayak.
L'isola ed i terreni dell'ultimo ampliamento sono in via di acquisizione da parte del Comune di Venezia.